# Rio Puturã
O rio Puturã é um é um curso de água do estado do Paraná.